# West Coast Conference
La West Coast Conference (WCC) est un groupement d'universités privés chrétiennes gérant les compétitions sportives universitaires, notamment le basket-ball dans l'ouest des États-Unis.

## Membres actuels
| Institution                 | Ville, État               | Fondation | Type                                 | Équipe                    | Rejoint   |
| --------------------------- | ------------------------- | --------- | ------------------------------------ | ------------------------- | --------- |
| Université Gonzaga          | Spokane, Washington       | 1887      | Privée Jésuite                       | Bulldogs de Gonzaga       | 1979      |
| Université Loyola Marymount | Los Angeles, Californie   | 1865      | Privée Jésuite                       | Lions de Loyola Marymount | 1955      |
| Université du Pacifique     | Stockton, Californie      | 1851      | Privée Église méthodiste unie        | Tigers du Pacifique       | 1952 2013 |
| Université Pepperdine       | Malibu, Californie        | 1937      | Privée Églises du Christ             | Waves de Pepperdine       | 1955      |
| Université de Portland      | Portland, Oregon          | 1901      | Privée Congrégation de Sainte-Croix  | Pilots de Portland        | 1976      |
| Collège Saint Mary          | Moraga, Californie        | 1863      | Privée Frères des écoles chrétiennes | Gaels de Saint Mary       | 1952      |
| Université de San Diego     | San Diego, Californie     | 1949      | Privée Catholique                    | Toreros de San Diego      | 1979      |
| Université de San Francisco | San Francisco, Californie | 1855      | Privée Jésuite                       | Dons de San Francisco     | 1952      |
| Université de Santa Clara   | Santa Clara, Californie   | 1851      | Privée Jésuite                       | Broncos de Santa Clara    | 1952      |
| Université de Seattle       | Seattle, Washington       | 1891      | Privée Jésuite                       | Redhawks de Seattle (en)  | 1971 2025 |

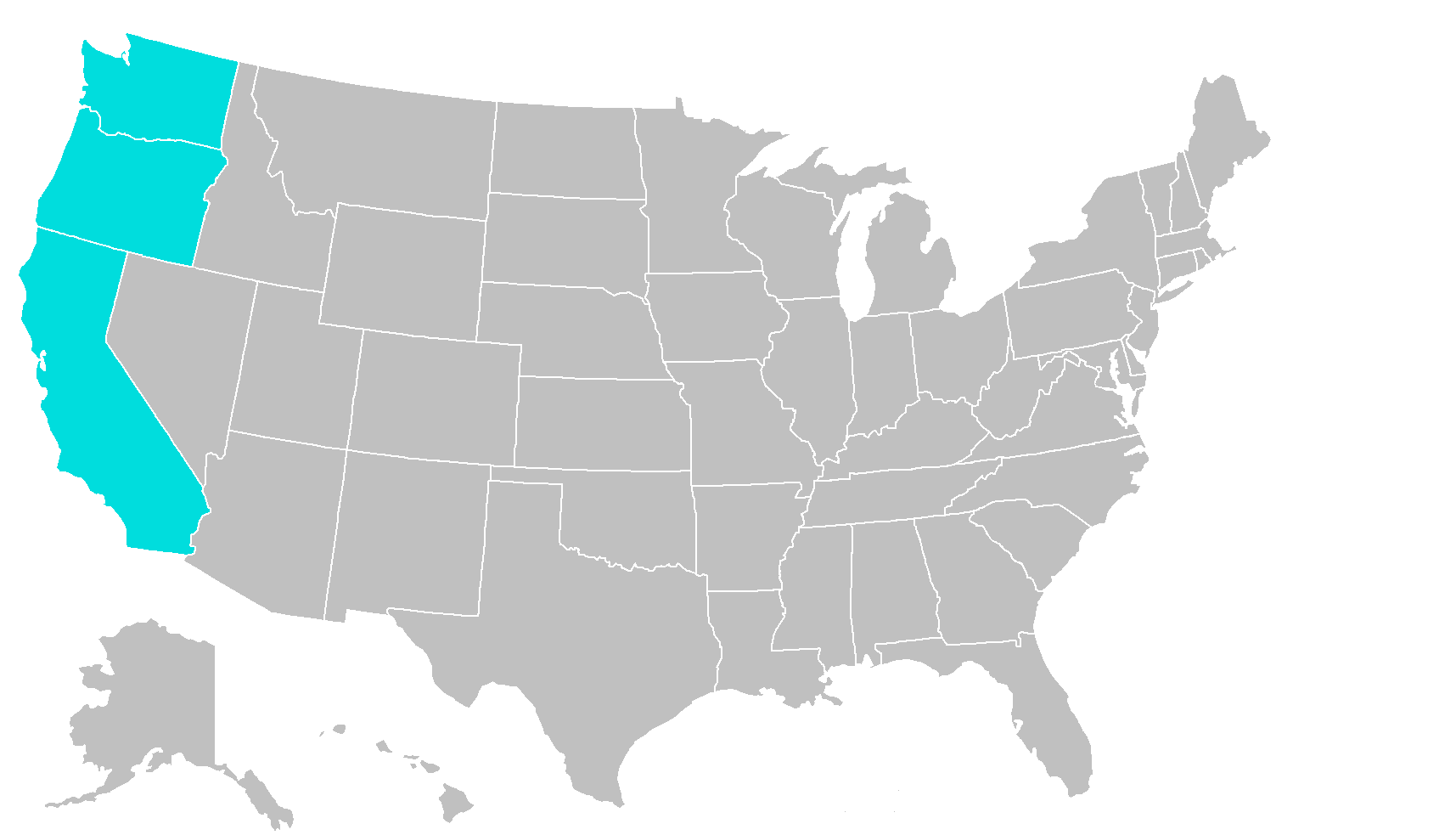
Répartition géographique.

Logo de 2011 à 2019.

- Gonzaga quittera la WCC en 2026 pour rejoindre la Pac-12 Conference[1].
- Pacifique (Pacific) est parti en 1971 et a rejoint la conférence en 2013.
- Seattle est parti en 1980 et a rejoint la conférence en 2025.

## Installations sportives
Membre sortant en rose.
| Université       | Salle de basket-ball                  | Capacité | Stade de baseball            | Capacité | Stade de soccer        | Capacité |
| ---------------- | ------------------------------------- | -------- | ---------------------------- | -------- | ---------------------- | -------- |
| Gonzaga          | McCarthey Athletic Center (en)        | 6 000    | Washington Trust Field (en)  | 1 500    | Luger Field            | 2 000    |
| Loyola Marymount | Gersten Pavilion (en)                 | 4 156    | George C. Page Stadium (en)  | 1 500    | Sullivan Field (en)    | 2 000    |
| Pacific          | Alex G. Spanos Center (en)            | 6 150    | Klein Family Field (en)      | 1 500    | Knoles Field           | 600      |
| Pepperdine       | Firestone Fieldhouse (en)             | 3 104    | Eddy D. Field Stadium (en)   | 1 800    | Tari Frahm Rokus Field | 1 000    |
| Portland         | Chiles Center (en)                    | 4 852    | Joe Etzel Field (en)         | 1 000    | Merlo Field            | 4 892    |
| Saint Mary's     | University Credit Union Pavilion (en) | 3 500    | Louis Guisto Field (en)      | 1 500    | Saint Mary's Stadium   | 5 500    |
| San Diego        | Jenny Craig Pavilion (en)             | 5 100    | Fowler Park (en)             | 1 700    | Torero Stadium         | 6 000    |
| San Francisco    | The Sobrato Center (en)               | 5 300    | Dante Benedetti Diamond (en) | 2 000    | Negoesco Stadium (en)  | 3 000    |
| Santa Clara      | Leavey Center (en)                    | 4 500    | Stephen Schott Stadium (en)  | 1 500    | Buck Shaw Stadium      | 10 300   |
| Seattle (en)     | Climate Pledge Arena                  | 18 100   | Bannerwood Park (en)         | 750      | Championship Field     | 650      |
| Seattle (en)     | Redhawk Center (en)                   | 999      | Bannerwood Park (en)         | 750      | Championship Field     | 650      |